# Mátyás Rákosi

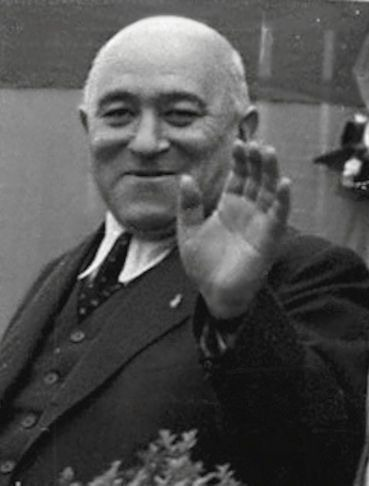
Mátyás Rákosi, 1947

Mátyás Rákosi [ˈmaːcaːʃ ˈraːkoʃi] (ursprünglicher Name bis 1904 Rosenfeld, * 9. März 1892 in Ada, Komitat Bács-Bodrog, Königreich Ungarn; † 5. Februar 1971 in Gorki, RSFSR, Sowjetunion) war ein ungarischer kommunistischer Politiker und vom 25. Februar 1947 bis zum 18. Juli 1956 der stalinistische Diktator Ungarns. 
Rákosi war 1919 als erst 27-Jähriger Vize-Volkskommissar (Minister) für Wirtschaft in der linksradikalen Regierung der Ungarischen Räterepublik unter Béla Kun, von 1945 bis 1948 Generalsekretär der Ungarischen Kommunistischen Partei und nach deren Zwangsvereinigung mit den Sozialdemokraten bis 1956 Generalsekretär (bzw. Erster Sekretär) der Partei der Ungarischen Werktätigen sowie von 1952 bis 1953 Vorsitzender des Ministerrats der Volksrepublik Ungarn. Rákosi hatte den Ruf eines äußerst harten Stalinisten. Er wurde im Juli 1956 von der eigenen Partei abgesetzt und floh im Vorfeld des ungarischen Volksaufstandes in die Sowjetunion, siehe Ungarischer Volksaufstand#Vorgeschichte.
Nach aktuellem Forschungsstand wurden während des Rákosi-Regimes gegen mehrere hunderttausend politische Gerichtsurteile verhängt. Dabei wurden rund 44.000 Menschen zu Haftstrafen in Internierungslagern verurteilt (z. B. das Lager Recsk) und in rund 300 Fällen politisch motivierte Todesurteile verhängt.

## Herkunft und Aufstieg in die Komintern-Führung
Rákosi wurde in der Vojvodina, die heute Teil der Republik Serbien ist, als Kind jüdischer Eltern geboren. Sein Vater war der Ladenbesitzer József Rosenfeld, ein Anhänger von Kossuths Unabhängigkeitspartei, seine Mutter hieß Cecília Léderer. Er hatte zwölf Geschwister, von denen zehn das Erwachsenenalter erreichten. Die Familie magyarisierte ihren Namen 1903 von Rosenfeld zu Rákosi. Nach dem Abschluss der Realschule in Szeged (einer seiner Lehrer war Mihály Babits) absolvierte Mátyás Rákosi von 1910 bis 1912 ein Studium an der Handelsakademie (Keleti Kereskedelmi Akadémia) in Budapest. Als Student trat er 1910 der Sozialdemokratischen Partei Ungarns bei und engagierte sich im Budapester „Galileo-Kreis“. Anschließend setzte er seine Ausbildung bei internationalen Handelsfirmen in Hamburg und London fort. 
Während des Ersten Weltkrieges diente er in der österreichisch-ungarischen Armee. An der Ostfront geriet er in russische Kriegsgefangenschaft. Im revolutionären Russland wurde er überzeugter Marxist und kehrte nach Ungarn zurück, wo er 1919 Mitglied der Regierung der Räterepublik unter Béla Kun wurde. Als diese nach vier Monaten scheiterte, setzte er sich nach Sowjetrussland ab. Bei seiner Rückkehr nach Ungarn im Jahre 1925 wurde Rákosi verhaftet und gefangengesetzt. Unter Miklós Horthy blieb er für 15 Jahre eingekerkert und wurde erst zur Zeit des Deutsch-sowjetischen Nichtangriffspaktes (1939) wieder freigelassen. 1940 ging er erneut in die Sowjetunion, wo er zu einem führenden Komintern-Funktionär aufstieg. Hier heiratete er 1942 die geschiedene Juristin Feodora (Fenja) Kornilowa, eine Frau jakutischer Herkunft, die bis zu seinem Lebensende an seiner Seite bleiben sollte.

## Nachkriegszeit und Machtübernahme
Gegen Ende des Zweiten Weltkrieges kehrte er mit der Roten Armee in seine Heimat zurück und wurde im Mai 1945 Generalsekretär der Kommunistischen Partei. Diese kam bei der Parlamentswahl im November 1945 mit 17 Prozent der Stimmen nur auf den dritten Platz – weit abgeschlagen hinter der siegreichen Unabhängigen Partei der Kleinlandwirte (FKgP). Obwohl diese eine absolute Mehrheit gewann, bildete sie auf Drängen der sowjetischen Besatzungsmacht eine Allparteienregierung unter Einschluss der Sozialdemokraten und Kommunisten. Unter Ministerpräsident Zoltán Tildy (von der Kleinlandwirte-Partei) wurde Rákosi am 18. November 1945 zum „Staatsminister“ (Minister ohne Geschäftsbereich) ernannt. Im Kabinett von Ferenc Nagy (ebenfalls FKgP) stieg er am 4. Februar 1946 zum stellvertretenden Ministerpräsidenten auf.
Ungarn gehörte nach dem Zweiten Weltkrieg zum sowjetischen Machtbereich, nach der ersten Nachkriegswahl dominierte im Parlament jedoch zunächst die bürgerliche Kleinlandwirte-Partei. Sowjetische Besatzungsmacht und ungarische Kommunisten arbeiteten daher gemeinsam an der Spaltung und schrittweisen Entmachtung der FKgP mittels „Salamitaktik“ (szalámitaktika). Diesen Begriff prägte Zoltán Pfeiffer von den Kleinlandwirten, Rákosi machte ihn sich später aber auch selbst zu eigen. Der Generalsekretär der KP bezichtigte konservative Vertreter der Kleinlandwirte, die die Zusammenarbeit mit den Kommunisten ablehnten, des „Faschismus“. Die sowjetische Militärpolizei verhaftete im Februar 1947 den FKgP-Generalsekretär Béla Kovács unter dem Vorwand einer angeblichen Verschwörung und deportierte ihn nach Sibirien. 
Zwei Monate später behauptete die „Staatsschutzabteilung“ (ÁVO), die dem kommunistischen Innenminister László Rajk unterstand, dass auch Ministerpräsident Ferenc Nagy in die Verschwörung verwickelt sei, und zwang ihn so zum Rücktritt. Für zwei Wochen führte Mátyás Rákosi interimistisch die Regierungsgeschäfte. Dann wurde Lajos Dinnyés vom linken Flügel der Kleinlandwirte-Partei als neuer Ministerpräsident eingesetzt und Rákosi wurde offiziell dessen Stellvertreter. Bei der manipulierten Neuwahl im August 1947 („Wahl der blauen Zettel“) konnten sich die Kommunisten auf 22 Prozent der Stimmen und 100 Parlamentssitze steigern, waren aber immer noch weit von der Mehrheit entfernt. 
Unter abermaliger Anwendung von „Salamitaktik“ und sowjetischem Druck spaltete sich dann auch die Sozialdemokratische Partei und fusionierte am 14. Juni 1948 unter Zwang mit der Kommunistischen Partei zur Partei der Ungarischen Werktätigen (Magyar Dolgozók Pártja), die der Kominform beitrat. Rákosi wurde Generalsekretär der Partei, die er sehr autoritär führte. Er festigte seine Macht und organisierte die schrittweise Sowjetisierung des Landes. Ministerpräsident Lajos Dinnyés wurde im Dezember 1948 durch István Dobi abgelöst, der zwar aus der Kleinlandwirte-Partei kam, aber den Kommunisten willfährig war. Alle noch erlaubten Parteien – einschließlich der Kleinlandwirte – wurden am 1. Februar 1949 zur Magyar Függetlenségi Népfront („Volksfront für die Ungarische Unabhängigkeit“) zusammengeschlossen, in der die Partei der Ungarischen Werktätigen die Führung übernahm. Bei der Scheinwahl im Mai 1949 konnten nur noch die Kandidaten dieser Einheitsfront gewählt werden. Das Parlament beschloss am 20. August 1949 eine neue Verfassung – eine weitgehende Kopie der Verfassung der Sowjetunion – und rief die Ungarische Volksrepublik aus.

## „Stalins bester Schüler“

Flagge der VR Ungarn unter Rákosi (1949–1956)

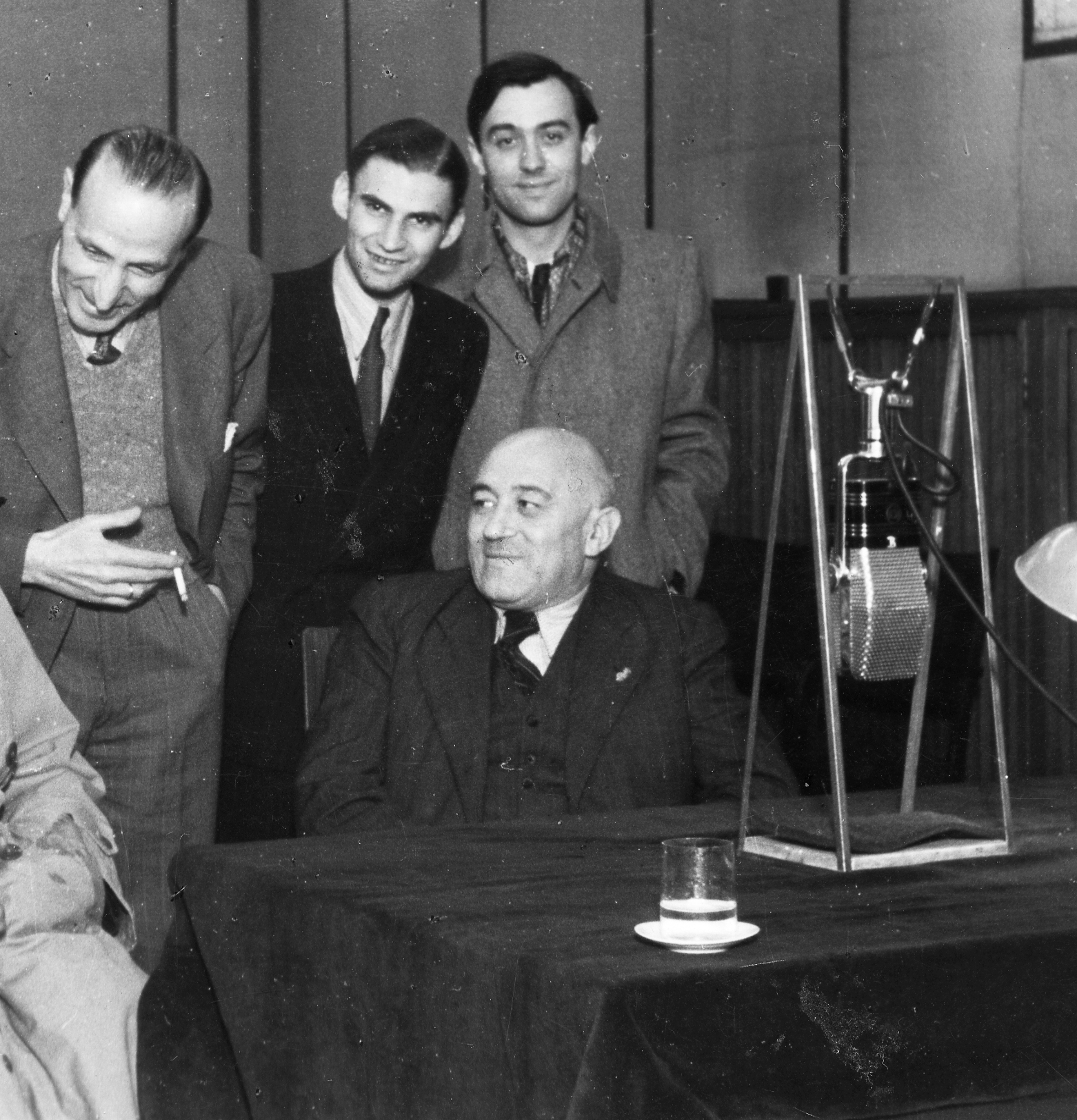
Mátyás Rákosi in einem Radiostudio in Budapest, 1952

Rákosi bezeichnete sich selbst als „Stalins besten ungarischen Schüler“. 1949 begann Rákosis Staatsterror. Alle nichtstalinistischen Organisationen wurden verboten bzw. gleichgeschaltet. Die Staatsschutzbehörde (ÁVH) ging energisch gegen alle Regimegegner vor, mehrere Tausend wurden dabei umgebracht. Anlässlich des fünften Jahrestages der Befreiung Ungarns im Jahre 1950 veröffentlichte Rákosi einen Leitartikel in der Prawda, in der er die Dankbarkeit des ungarischen Volks für die Sowjetunion und „ihre heldenhafte Armee“ bekundete.
Im Jahr 1952 wurde Mátyás Rákosi zusätzlich auch Ministerpräsident und errichtete in Ungarn eine sehr autoritäre Herrschaft. Kurz danach geriet das Land in eine schwere Wirtschaftskrise mit massiver Verschlechterung der wirtschaftlichen Verhältnisse, vor allem auch in der Landwirtschaft. Deshalb und auch wegen des Todes seines Förderers Stalin am 5. März 1953 zwang ihn die sowjetische Führung im Juni 1953, das Amt des Ministerpräsidenten zugunsten von Imre Nagy aufzugeben. Er blieb jedoch Erster Sekretär des Zentralkomitees der Partei der Ungarischen Werktätigen. Anfang 1955 riss die Gruppe um Rákosi die Macht wieder an sich. Nagy wurde am 14. April 1955 seiner Ämter enthoben und András Hegedüs zu seinem Nachfolger bestimmt. Rákosi blieb aber weiterhin MDP-Generalsekretär, obwohl sich der ungarische Volksaufstand schon abzeichnete, und ließ Tausende Regimegegner verhaften oder umbringen.
Am 25. Februar 1956 hielt Chruschtschow seine berühmt gewordene Geheimrede auf dem XX. Parteitag der KPdSU; bald drang der Inhalt dieser Rede gegen den stalinistischen Personenkult in die anderen Ostblockländer durch. Im Juli 1956 musste Rákosi sein Amt als Generalsekretär der MDP niederlegen. Ernő Gerő wurde sein Nachfolger; Rákosi floh erneut in die Sowjetunion, wo er noch 15 Jahre lebte.

## Schauprozess gegen László Rajk
In die Zeit der stalinistischen Diktatur Rákosis, und unter seine persönliche Verantwortung (zusammen mit dem sowjetischen Geheimdienstchef Lawrenti Beria), fielen der Schauprozess und die anschließende Hinrichtung von László Rajk am 15. Oktober 1949, eines populären ungarischen Kommunisten, der den Krieg nicht wie Rákosi in der Sowjetunion verbracht hatte, sondern in Ungarn als der Führer des Widerstandes gegen die Regierung Horthy und die nationalsozialistische Besatzung. Unter schwerer Folter gab Rajk „titoistische“ Umtriebe und verräterische Zusammenarbeit mit den USA zu. Nach dem Sturz Rákosis wurde der tote Rajk rehabilitiert.

## Werke
- Wir bauen ein neues Land. Ausgewählte Reden und Aufsätze 1948-1951. Dietz Verlag, Berlin 1952.
- Der Weg unserer Volksdemokratie (Internationale Schriftenreihe, Heft 13). Dietz Verlag, Berlin 1952.